# Guy Mollet
Alcide Guy Mollet (Flers, 31 dicembre 1905 – Parigi, 3 ottobre 1975) è stato un politico francese.
È stato Presidente del Consiglio della Francia dal 1º febbraio 1956 al 21 maggio 1957.

## Biografia
Nacque in realtà il 2 gennaio 1906 ma l'impiegato di stato civile iscrisse la data del 31 dicembre 1905, spiegando: «Guadagnerà un anno per il servizio militare e potrà lavorare un anno prima». Il padre di Guy Mollet, Pierre, avvelenato dai gas durante la prima guerra mondiale, morì poco dopo la fine del conflitto.

### Una rapida ascesa
"Pupillo della nazione" (orfano tutelato dallo Stato), Guy Mollet aderì alla Sezione Francese dell'Internazionale Operaia (SFIO) fin dal 1923, quando non aveva ancora diciotto anni. Dopo aver conseguito la laurea, divenne professore d'inglese e militò attivamente nel sindacalismo degli insegnanti, impegno che gli valse un trasferimento punitivo a Arras. Nel 1928 divenne vice segretario delle Gioventù socialiste del Passo di Calais. Nel 1934 fu iniziato in Massoneria nella loggia di Arras La Conscience, appartenente al Grande Oriente di Francia. Chiamato alle armi nel 1940, fu fatto prigioniero. Liberato nel giugno 1941, entrò qualche mese dopo nella Resistenza all'interno dell'"Organizzazione civile e militare" (OCM), che univa resistenti di tutte le tendenze, dalla sinistra al conservatorismo illuminato, ma in cui i socialisti erano preponderanti nel Passo di Calais e nell'Orne. Partecipò ai combattimenti della Liberazione e fu a capo della commissione d'epurazione di Flers.
Eletto sindaco e consigliere generale di Arras nel 1945, membro delle due Assemblee costituenti, poi deputato del Passo di Calais nel 1946, fu nominato lo stesso anno segretario generale della SFIO, funzione che avrebbe mantenuto fino al 1969, per ventitré anni. Da allora, a capo di una grande formazione politica, il cui appoggio sembrava indispensabile per ogni coalizione governativa nell'ambito del tripartitismo, fu ministro di Stato nel terzo governo Blum (1946-1947) e nel primo governo Pleven (1950-1951) (per gli Affari Europei) e vicepresidente del Consiglio nel terzo governo Queuille (marzo-luglio 1951). Sotto la sua guida il gruppo SFIO era il solo che non facesse mai mancare il sostegno al governo di Pierre Mendès France.
Lasciò la presidenza del consiglio generale del Passo di Calais dal 1946 e non si ripresentò alle elezioni cantonali del 1949 per dedicarsi alla politica nazionale e alla carica di sindaco di Arras.
Membro del Comitato d'azione per gli Stati Uniti d'Europa di Jean Monnet e decisamente atlantista, si pronunciò in favore dell'adesione della Francia alla Comunità Europea di Difesa (CED), progetto che fu definitivamente abbandonato nel 1954, ma che contribuì a dividere profondamente la SFIO. Dal 1954 al 1956 presiedette l'Assemblea parlamentare del Consiglio d'Europa (allora chiamata Assemblea consultativa).

### Presidente del Consiglio (1956-1957)
Nel 1956, durante la campagna per le elezioni legislative, diede vita, insieme a Pierre Mendès France, François Mitterrand e Jacques Chaban-Delmas, al "Fronte Repubblicano", coalizione riunita attorno a un programma di modernizzazione economica e sociale e di pace negoziata in Algeria, che ottenne una stretta maggioranza. Il presidente francese René Coty propose a Pierre Mendès France di formare un governo, ma questi rifiutò suggerendogli il nome di Guy Mollet. Riguardo all'Algeria, era il dirigente del Fronte repubblicano con le idee più avanzate: la guerra era per lui "imbecille e senza uscita"; l'indipendenza della colonia era dettata dal buon senso. Il 1º febbraio ebbe così inizio il suo governo.
In occasione di una visita a Algeri, il 6 febbraio 1956 (la "giornata dei pomodori"), fu accolto da un'ostilità violenta (lancio di verdura, grida, minacce di morte esplicite) della popolazione d'origine europea; di fronte all'impossibilità di mettere insieme una maggioranza parlamentare su una linea liberale in Algeria, si risolse ad adottare una politica repressiva e rifiutò ogni soluzione negoziale prima della conclusione di un cessate-il-fuoco; raddoppiò in sei mesi gli effettivi militari presenti sul luogo. Dovette rinunciare a nominare Georges Catroux ministro residente in Algeria. Propose a Pierre Mendès France e poi a Gaston Defferre questo incarico ma rifiutarono. Designò infine Robert Lacoste.
Il 6 aprile 1956 chiese al comitato internazionale della Croce Rossa di inviare una missione in Algeria per condurre un'inchiesta sulle condizioni di vita dei militanti del Front de Libération Nationale detenuti dalle autorità francesi. Nell'ottobre 1956 incontrò Hubert Beuve-Méry chiedendogli precisazioni sulle accuse di tortura praticata da alcuni soldati. Dopo che il direttore di Le Monde gli fece avere un documento di una ventina di pagine, Guy Mollet scrisse a Robert Lacoste, che gli rispose che sanzioni venivano comminate ogni volta che eccessi potevano essere provati e che le accuse riportate da Beuve-Méry erano quasi tutte false. Quando nuovi rapporti gli vennero fatti pervenire (uno della Croce Rossa, l'altro di Jean Mairey, direttore della Sicurezza Nazionale), e alcuni giornali moltiplicavano le accuse, il governo Mollet creò una «commissione permanente di salvaguardia dei diritti e delle libertà individuali», diretta da Pierre Béteille, consigliere della Corte di cassazione, nell'aprile 1957. Nessun parlamentare ne era membro, poiché deputati e senatori erano accusati di parzialità, e la commissione poteva decidere in totale libertà della propria organizzazione. La pratica della tortura non cessò, ma furono irrogate numerose sanzioni disciplinari, numerose procedure giudiziarie furono intraprese contro sospetti torturatori, e diverse centinaia di persone detenute furono liberate. Infine, Guy Mollet autorizzò la "Commissione internazionale contro il regime concentrazionario" a condurre un'inchiesta. Questa concluse, nel luglio 1957, che nel mese di aprile la tortura sembrava essere diminuita e che le condizioni di vita nei campi di accoglienza erano globalmente soddisfacenti.
Secondo la BBC, che si basa su archivi britannici, Guy Mollet, anglofilo convinto, spinto dai rischi di tensioni nel canale di Suez e alla frontiera israelo-giordana, avrebbe proposto nel settembre 1956 al Primo ministro britannico conservatore Anthony Eden che la Francia si fondesse con il Regno Unito, con uno statuto simile a quello dell'Irlanda. Questa idea fu respinta dai Britannici; Mollet propose allora che il suo paese entrasse nel Commonwealth, progetto che sembrò interessante a Eden, ma rimase lettera morta,. La Francia aderì invece alla Comunità economica europea.
Tra ottobre e novembre 1956 Guy Mollet portò la Francia a partecipare, al fianco del Regno Unito e di Israele, alla spedizione che seguì la nazionalizzazione del canale di Suez da parte di Nasser.
Il governo di Guy Mollet introdusse la terza settimana di ferie pagate, un'imposta sul possesso di un'automobile per finanziare il sostegno alle persone anziane bisognose, misure di aiuto abitativo. Concesse l'indipendenza alla Tunisia e al Marocco. Fece approvare la legge-quadro Defferre, che dava l'autonomia alle colonie dell'Africa nera e ne annunciava l'indipendenza. Nel marzo 1957 i suoi ministri Christian Pineau e Maurice Faure firmarono i trattati istitutivi della Comunità economica europea (CEE).
Dopo essere stato messo in minoranza all'Assemblea Nazionale, il governo Mollet cadde nel maggio 1957. Detiene il primato di longevità nella Quarta Repubblica francese.

### Il gollismo e gli ultimi anni
Vicepresidente del Consiglio nel governo di Pierre Pflimlin nel maggio 1958, Guy Mollet appoggiò il generale de Gaulle, essendo secondo lui il solo mezzo di evitare "una guerra civile senza un esercito democratico" (riferimento ai militari di parte e agli insuccessi degli ultimi governi della Quarta Repubblica nel contenere le loro agitazioni). Fu nominato ministro di Stato nel giugno dello stesso anno e partecipò alla stesura della nuova Costituzione, ma si dimise dal governo nel gennaio 1959 e ritornò rapidamente all'opposizione. Riteneva che la Costituzione per come era messa in pratica restringesse eccessivamente i diritti del Parlamento e le libertà pubbliche.
De Gaulle disse di lui: «Ho molta stima per Guy Mollet. Durante la guerra ha combattuto prendendosi ogni rischio per la Francia e per la libertà. È stato quindi un mio compagno» (21 maggio 1958).
Nel 1963, al congresso di Issy-les-Moulineaux, aprì gli incarichi direttivi a militanti relativamente giovani. Pierre Mauroy, allora trentatreenne, entrò nel comitato direttivo, quindi fu nominato vice segretario generale nel 1966.
Nel 1965 Guy Mollet partecipò alla costituzione della Federazione della Sinistra Democratica e Socialista (FGDS) che sosteneva la candidatura di François Mitterrand all'elezione presidenziale. Avendo appreso che il Grande Oriente di Francia aveva sostenuto Mitterrand, che non era massone, e non lui che lo era, diede le dimissioni dalla sua loggia e dalla Massoneria il 15 giugno 1969. Membro del Partito socialista (PS) fin dalla sua fondazione nel 1969, si dedicò da allora a un lavoro teorico, nell'ambito dell'Ufficio universitario di ricerche socialiste (OURS), che aveva creato egli stesso. Morì di una crisi cardiaca.
Guy Mollet rifiutò sempre di scrivere le sue memorie, con cui avrebbe potuto rispondere alle critiche, spesso violente, di cui fu il bersaglio; riassumeva la sua posizione in una formula lapidaria: "Quando si è al primo posto, se ne deve assumere la responsabilità".

## Incarichi istituzionali

### Funzioni di governo
- Ministro di Stato del terzo governo Blum (dal 16 dicembre 1946 al 22 gennaio 1947)
- Ministro di Stato incaricato del Consiglio d'Europa del primo governo Pleven (dal 12 luglio 1950 al 10 marzo 1951)
- Vicepresidente del Consiglio incaricato del Consiglio d'Europa del terzo governo Queuille (dal 10 marzo all'11 agosto 1951)
- Presidente del Consiglio dal 1º febbraio 1956 al 13 giugno 1957
- Vicepresidente del Consiglio del governo Pflimlin (dal 15 maggio al 1º giugno 1958)
- Ministro di Stato del terzo governo de Gaulle (dal 1° al 14 giugno 1958)
- Ministro di Stato, incaricato del regolamento generale dei funzionari pubblici sempre nel terzo governo de Gaulle (dal 14 giugno 1958 all'8 gennaio 1959)

### Altri incarichi
- Deputato del Passo di Calais (1945-1975)
- Consigliere generale del Passo di Calais (1945-1949)
- Sindaco di Arras (1945-1975)
- Presidente dell'Assemblea parlamentare del Consiglio d'Europa (1954-1956)

Massone, è stato membro della Loggia Conscience, del Grande Oriente di Francia, ad Arras.

## Citazioni
(Espressione di Édouard Depreux resa nota da Guy Mollet.)

### Opere di Guy Mollet
- Comment les socialistes voient l'Union européenne, conferenza degli ambasciatori, 1951
- L'Europe unie, pourquoi, comment, ed. del Partito socialista, 1953
- Bilan et perspectives socialistes, ed. Plon, 1958
- 13 mai 1958 - 13 mai 1962, ed. Plon, 1962
- La Construction européenne vue par un socialiste français, ed. del Partito socialista, 1965
- Les Chances du socialisme. Réponse à la société industrielle, ed. Fayard, 1968
- Le Socialisme selon Tito, ed. Seghers, 1971
- 15 ans après. La Constitution de 1958, ed. Albin Michel, 1973

### Opere su Guy Mollet
- François Lafon, Guy Mollet, itinéraire d'un socialiste controversé (1905-1975), ed. Fayard, 2006
- Denis Lefebvre, Guy Mollet. Le mal aimé, ed. Plon, 1992 [Biografia]
- Serge Berstein, Frédéric Cépède, Gilles Morin e Antoine Prost, Le Parti socialiste dans la société française, de la Libération à la Guerre froide, 1944-1948, Pubblicazioni della Sorbona, 2001
- Roger Quilliot, La SFIO et l'exercice du pouvoir, ed. Fayard, 1972